# Muscle transversaire épineux
Les muscles transversaires épineux sont des muscles du dos situés dans la région profonde des gouttières vertébrales.

## Description
Les muscles transversaires épineux sont situés au dessous des muscles ilio-costal et longissimus. Ils sont directement sur la colonne vertébrale dans la gouttière formée par les processus épineux et transverses depuis le sacrum jusqu'à l'axis.
Ce groupe comprend :
- Les 3 muscles semi-épineux recouvrant 4 à 6 segments vertébraux :
  - Le muscle semi-épineux de la tête.
  - Le muscle semi-épineux du cou.
  - Le muscle semi-épineux du thorax.
- Le muscles multifides recouvrant 2 à 4 segments vertébraux.
- Les muscles rotateurs recouvrant 1 à 2 segments vertébraux :
  - Les muscles rotateurs du cou.
  - Les muscles rotateurs du thorax.
  - Les muscles rotateurs des lombes.

## Innervation
Les muscles transversaires épineux sont innervés par les rameaux dorsaux des nerfs spinaux de chaque région.

## Action
Les muscles transversaires épineux interviennentt dans la rotation et l'extension de la colonne vertébrale, la stabilisent et maintiennent la posture.

## Culture physique
Les muscles transversaires épineux interviennent à la fois comme muscles stabilisateurs et synergiques dans l'exercice du soulevé de terre.

## Galerie

Les muscles semi-épineux
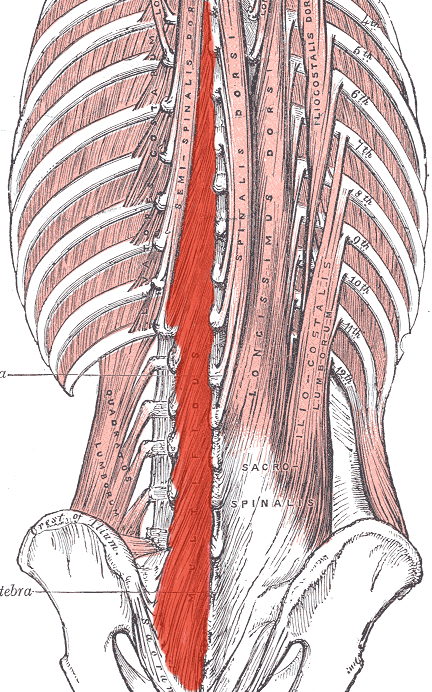
Le muscle multifide
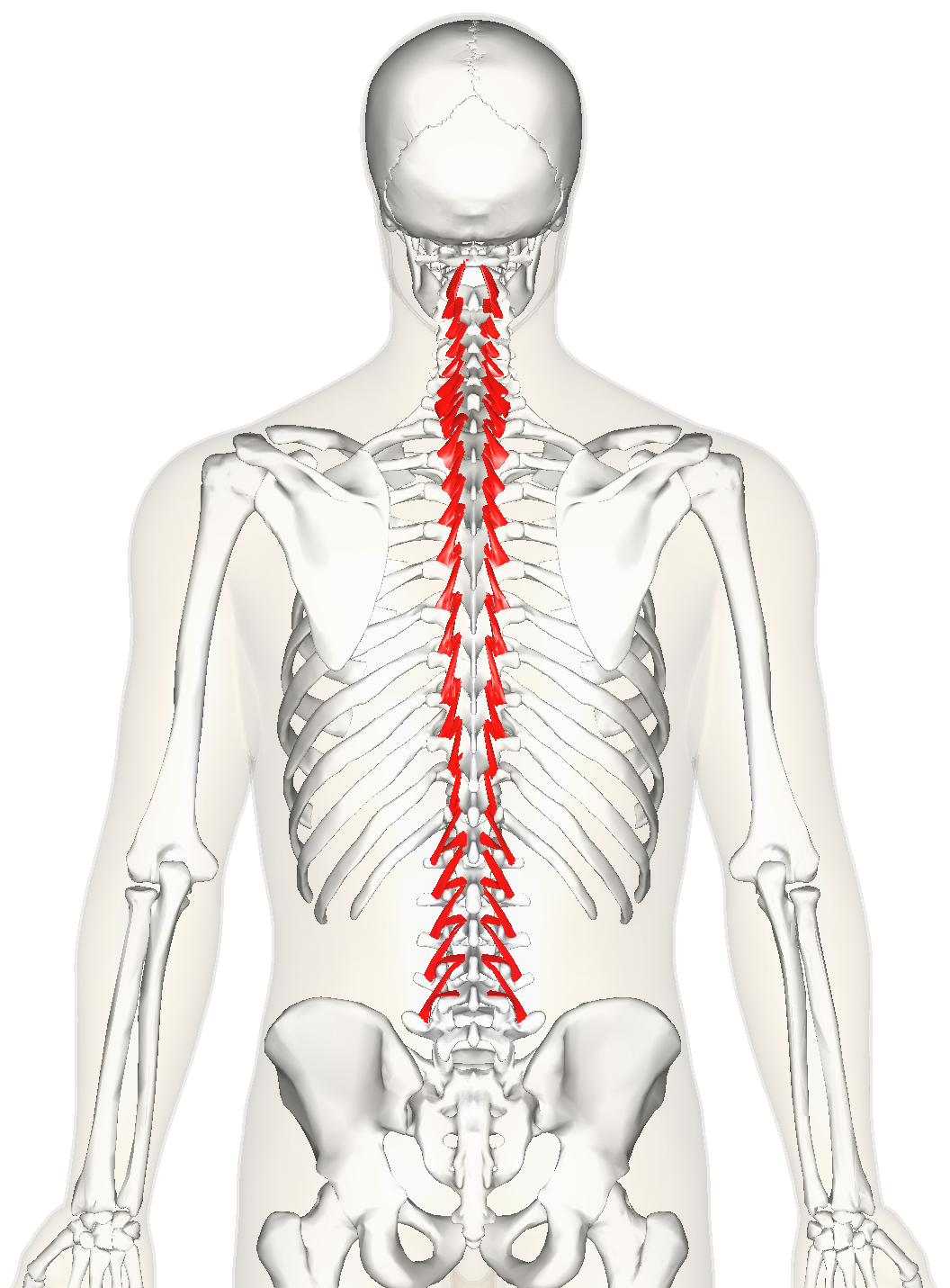
Les muscles rotateurs